# Corfe Castle
Corfe Castle i Dorset i södra England är en ruinborg, belägen i en klyfta mellan Purbeck Hills vid byn Corfe Castle, cirka 8 kilometer söder om Wareham. Det var ett kungligt slott under nästan hela sin historia. 

## Historia
En borg låg på platsen under den anglo-saxiska tiden. Kung Edvard Martyren ska ha mördats på denna plats den 18 mars 978, då han ankom till Corfe Castle för att besöka sin styvmor Elfrida och sin bror, som bodde där vid denna tid. 
Den nuvarande borgen härstammar dock från 1000-talet. Efter den normandiska erövringen lät Vilhelm Erövraren uppföra 35 borgar mellan 1066 och 1087, av vilka Corfe Castle av allt att döma var en. Den tillhörde de få av dessa borgar som uppfördes i sten, vilket visar dess betydelse. Corfe var en mäktig stenbefästning under det engelska tronföljdskriget och motstod 1139 en belägring av Stefan av Blois. Det fortsatte att vara ett viktigt kungligt slott till medeltidens slut. Johan I var särskilt förtjust i Corfe. Under 1200-talet genomfördes flera byggnationer på slottet och flera viktiga statsfångar hölls i bekväm husarrest på slottet, bland dem Eleonora av Bretagne. 
Corfe Castle upphörde att vara ett kungligt slott när det såldes 1572 av Elisabet I till Christopher Hatton. Det köptes 1635 av John Bankes. Under engelska inbördeskriget var Corfu Castle år 1645 den enda kvarvarande fästningen trogen rojalisterna i södra England. Borgen försvarades mot parlamentets styrkor under Mary Bankes innan det intogs och förstördes.

## Bilder

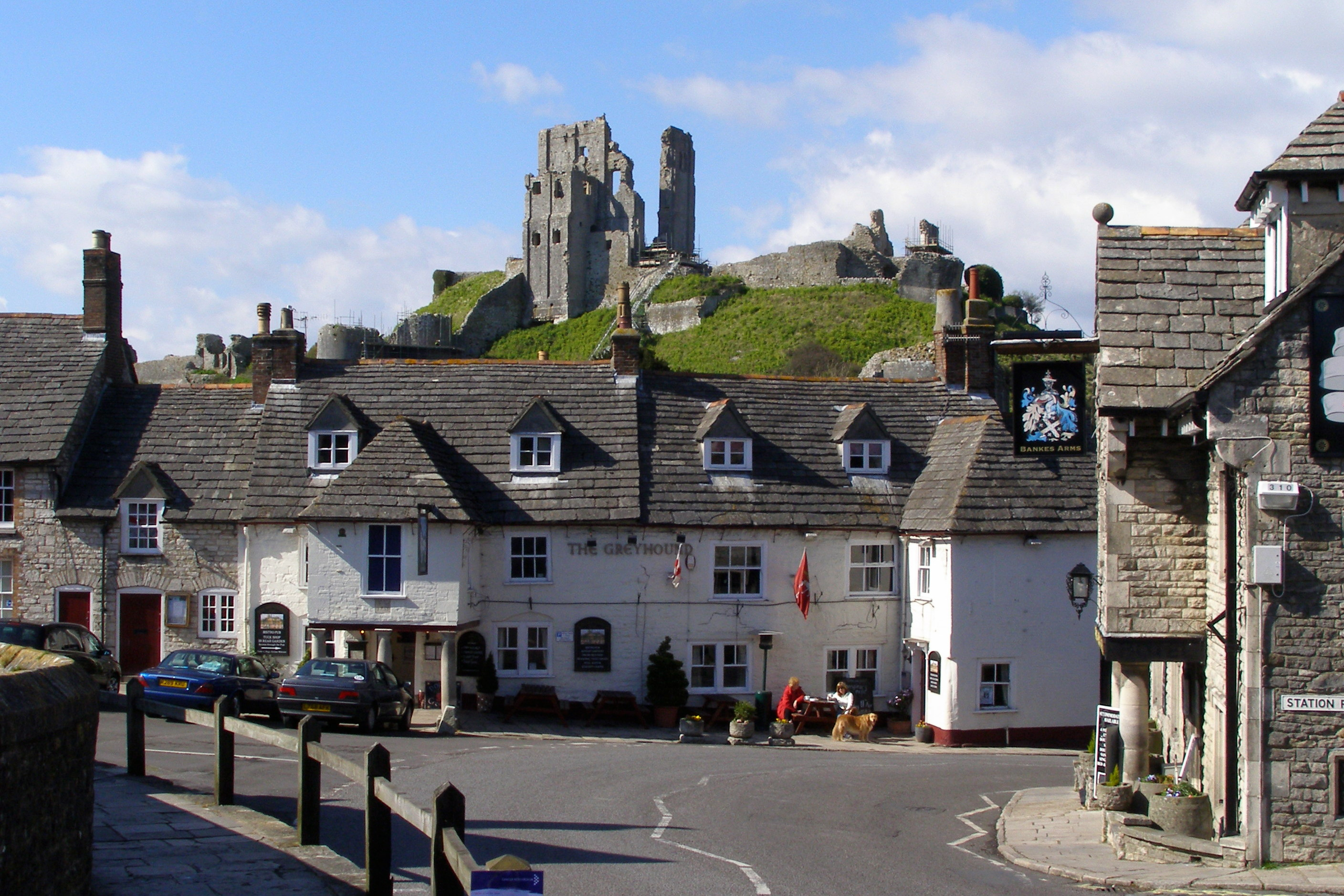
Byn Corfe Castle.
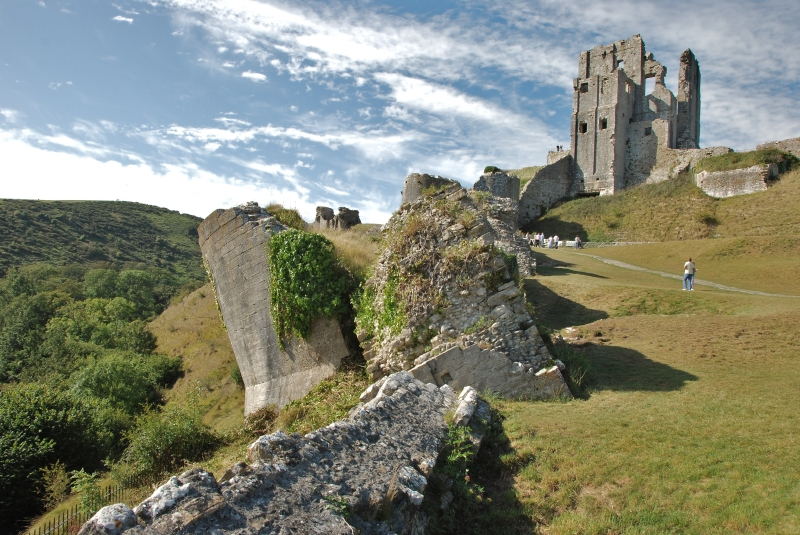
Ruinen Corfe Castle.